# 薬師寺正人
薬師寺 正人（やくしじ まさと、1973年1月5日 - ）は、日本の元プロレスラー。

## 経歴
1993年、ユニバーサル・プロレスリングに入門。6月、みちのくプロレスに移籍。7月28日、みちのくプロレス二戸市体育館大会の対テリー・ボーイ戦でデビュー。
1998年11月、「みちのくふたり旅」に星川尚浩とタッグを組んで出場して優勝。
1999年1月17日、みちのくプロレスを退団。2月27日、CMLL JAPANでCMLL JAPANスーパーライト級王座を獲得。3月、大阪プロレスに入団。7月2日、CMLL JAPANで星川と共にCMLL JAPANタッグ王座を獲得。
2000年11月、大阪プロレスを退団。
2001年11月、体力の限界から引退。
引退後は東京都大田区にリラクゼーションサロン「サンサロン整骨院」を開業したが2017年12月に閉店している。

## 得意技
ゲーム・オブ・デス
スーパーコルバタ
トラースキック

## 入場曲
- 初代 : 木人拳のメインテーマ
- 2代目 : グリーン・ホーネットのメインテーマ

## タイトル歴
- みちのくふたり旅優勝
- CMLL JAPANスーパーライト級王座
- CMLL JAPANタッグ王座